# Grzyby nadrzewne

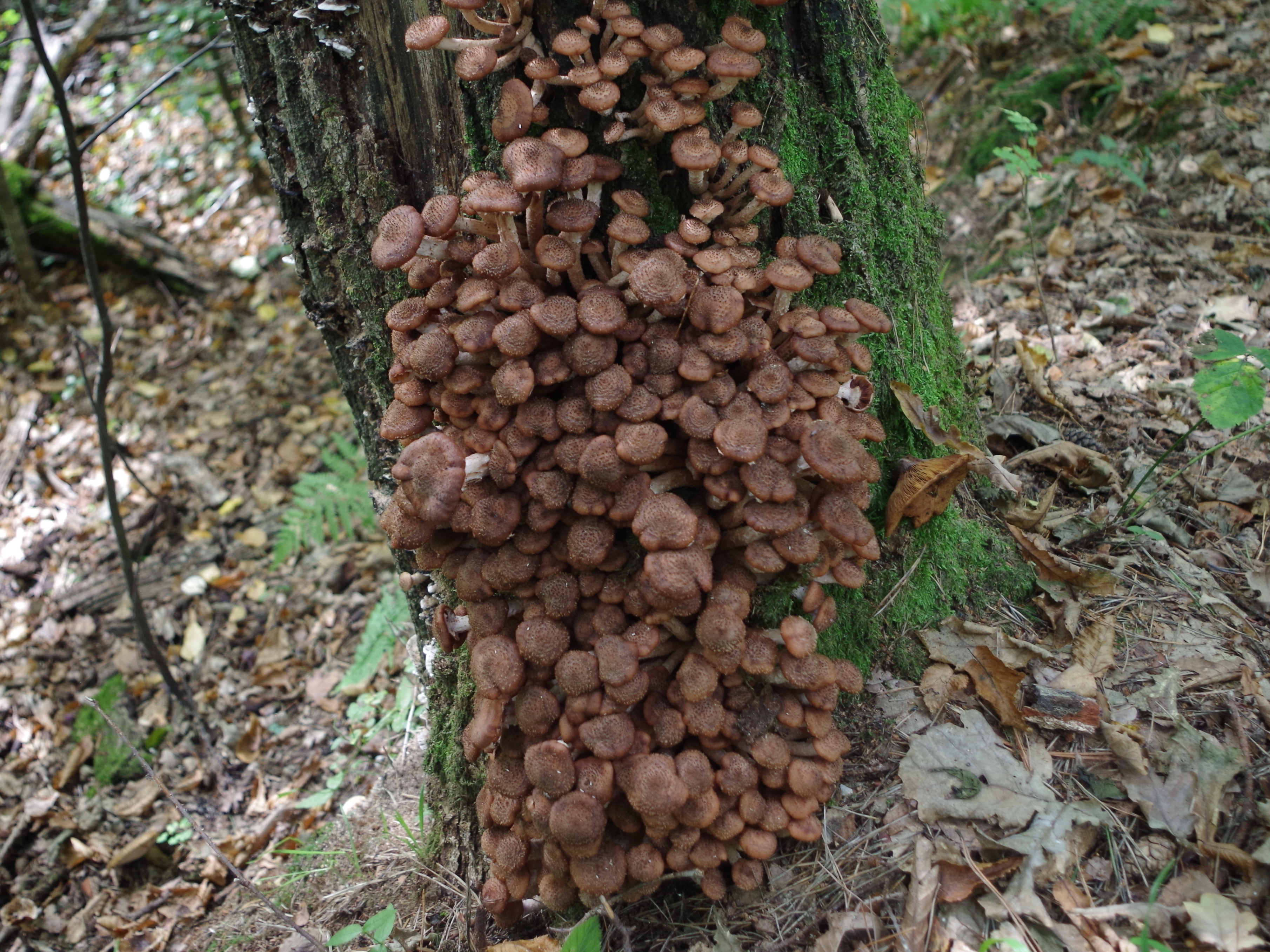
Opieńka ciemna na pniu drzewa

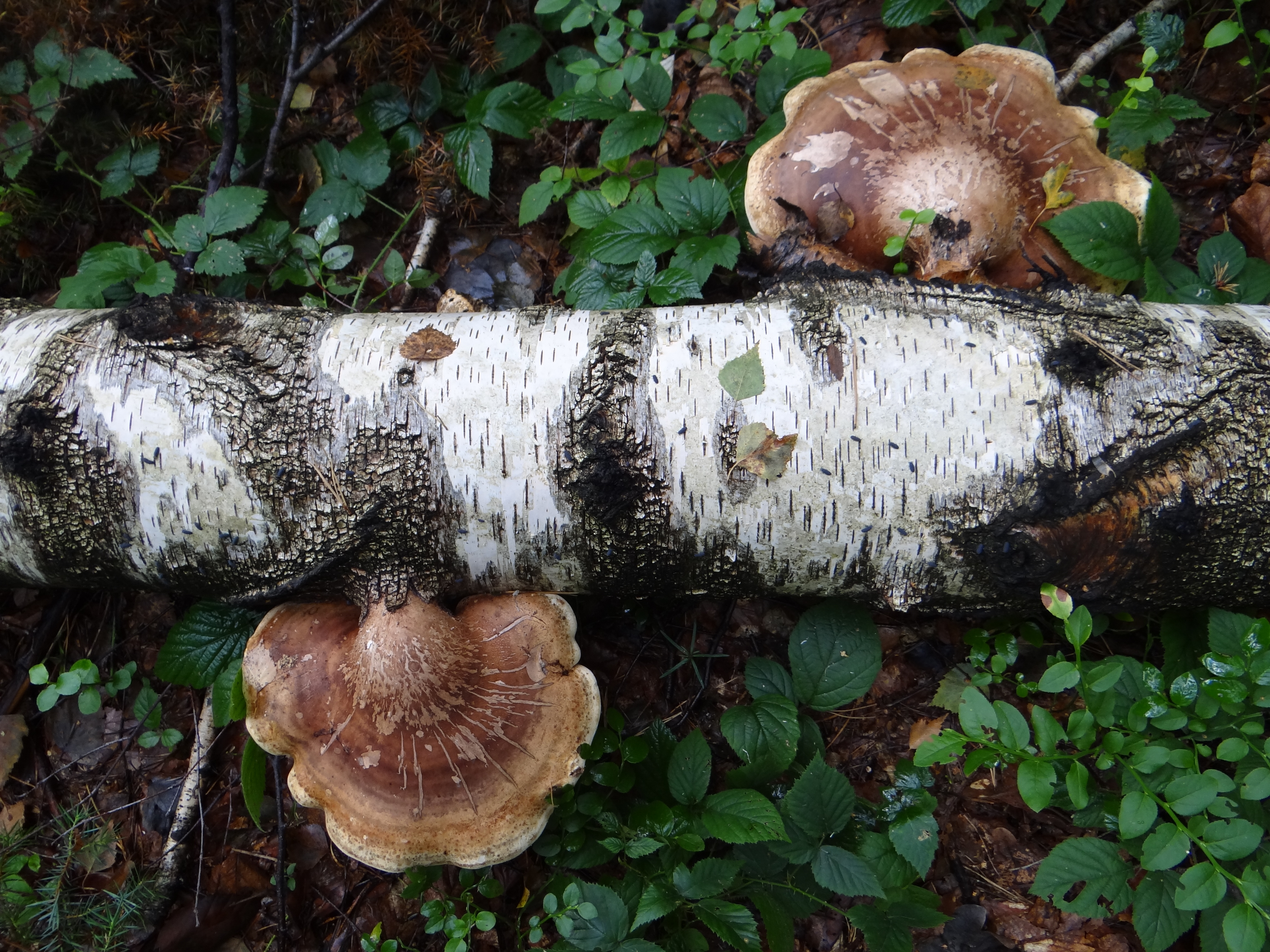
Owocniki białoporka brzozowego

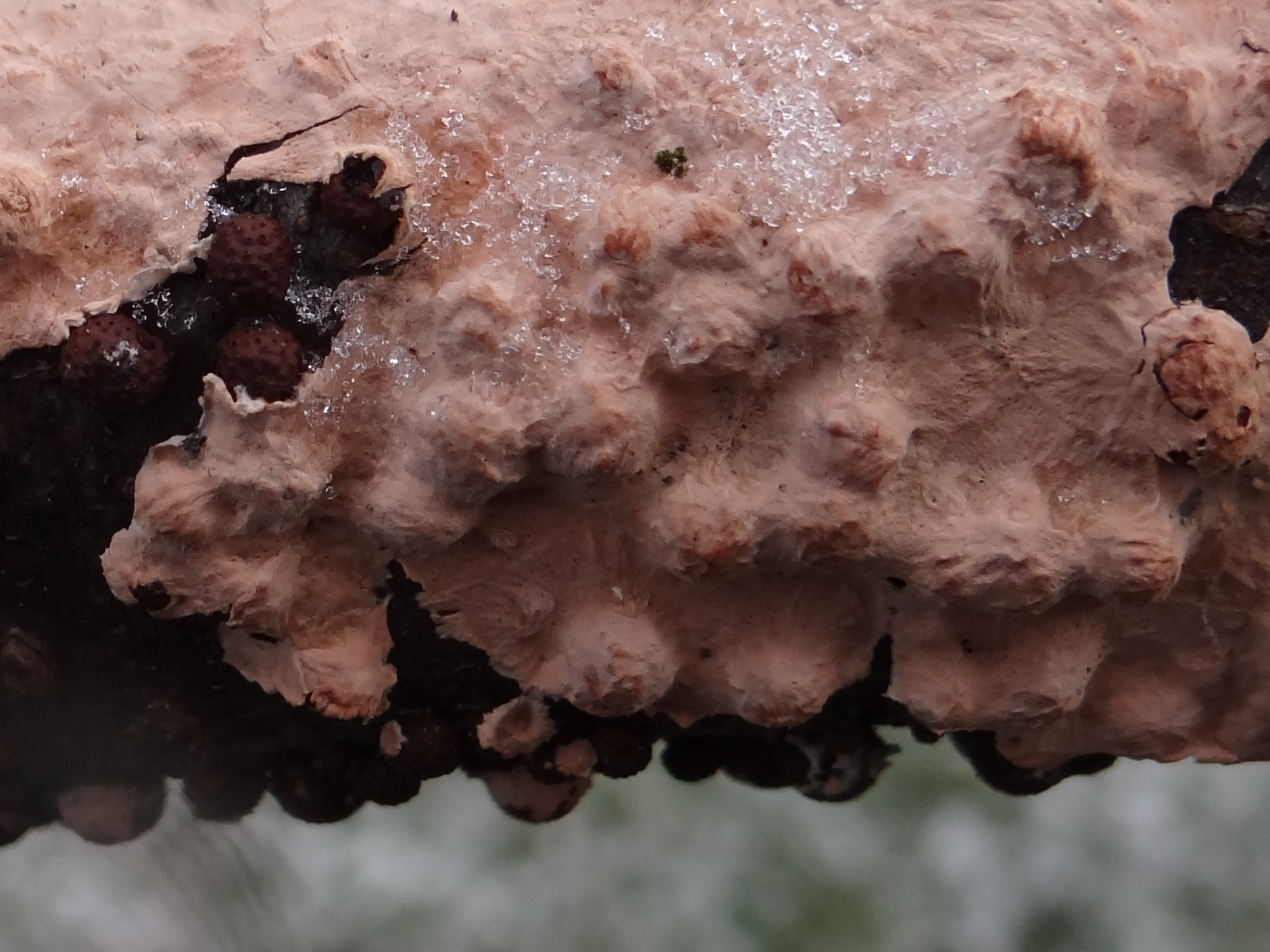
Powłocznica wierzbowa

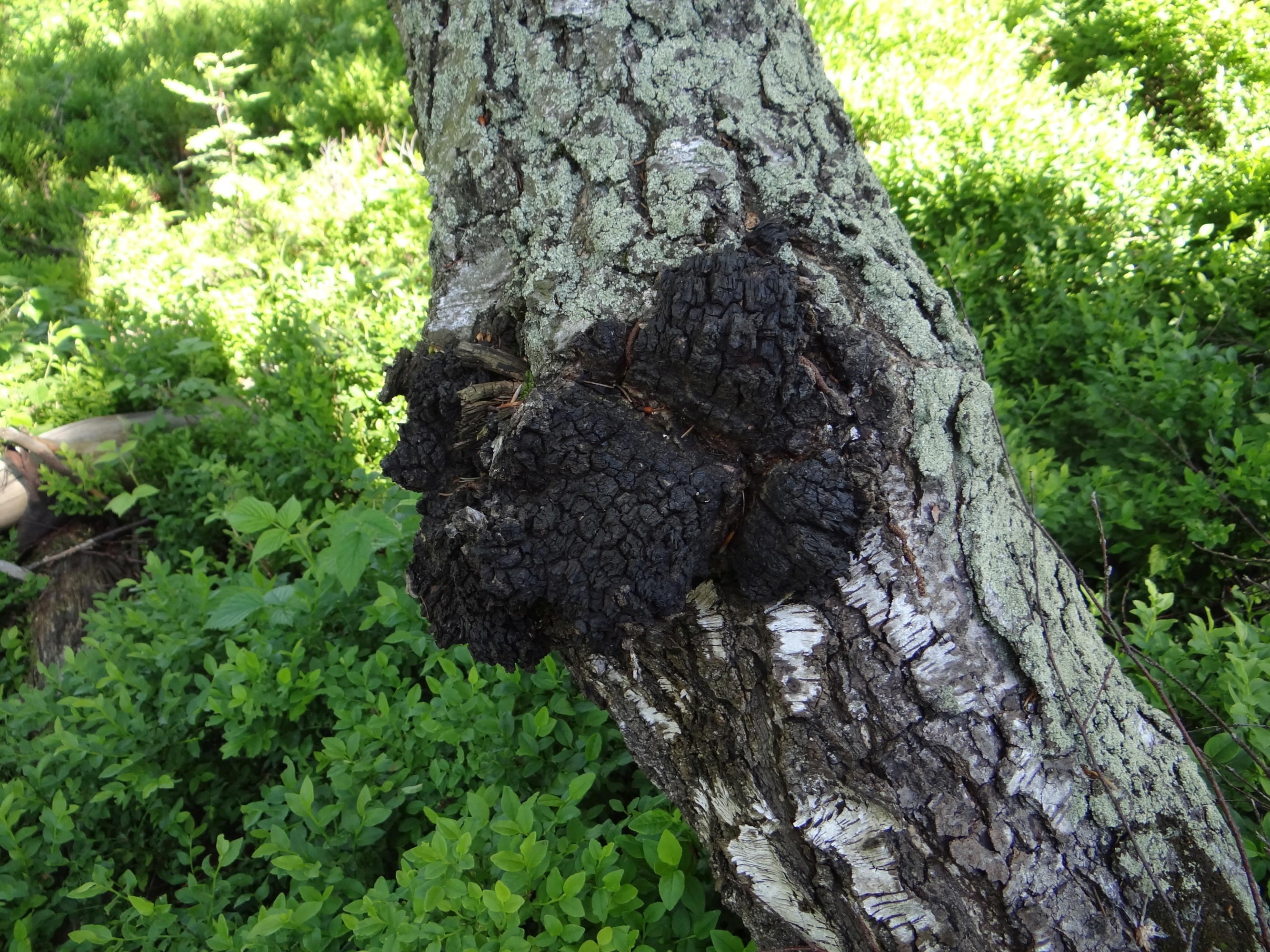
Błyskoporek podkorowy

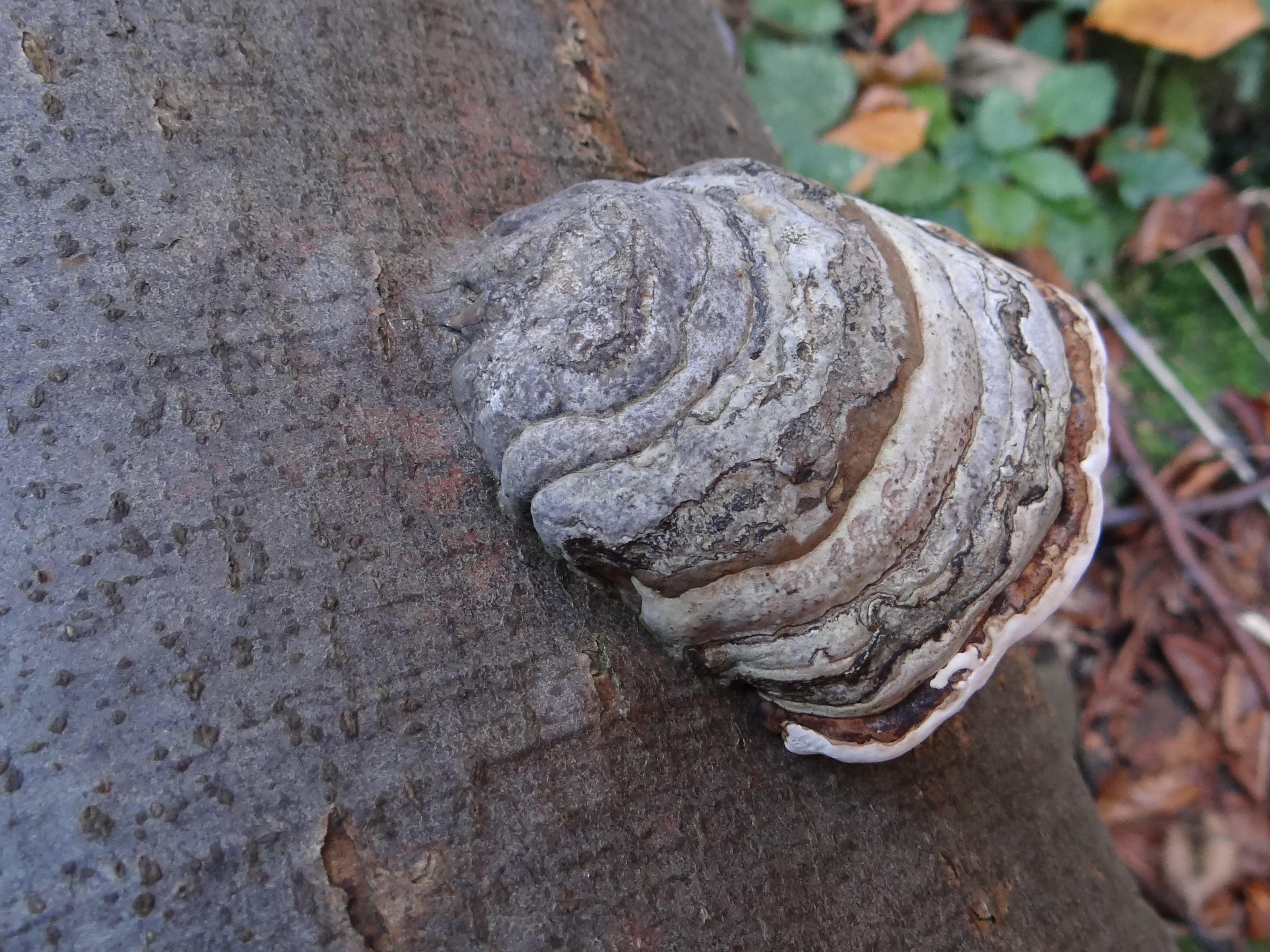
Hubiak pospolity

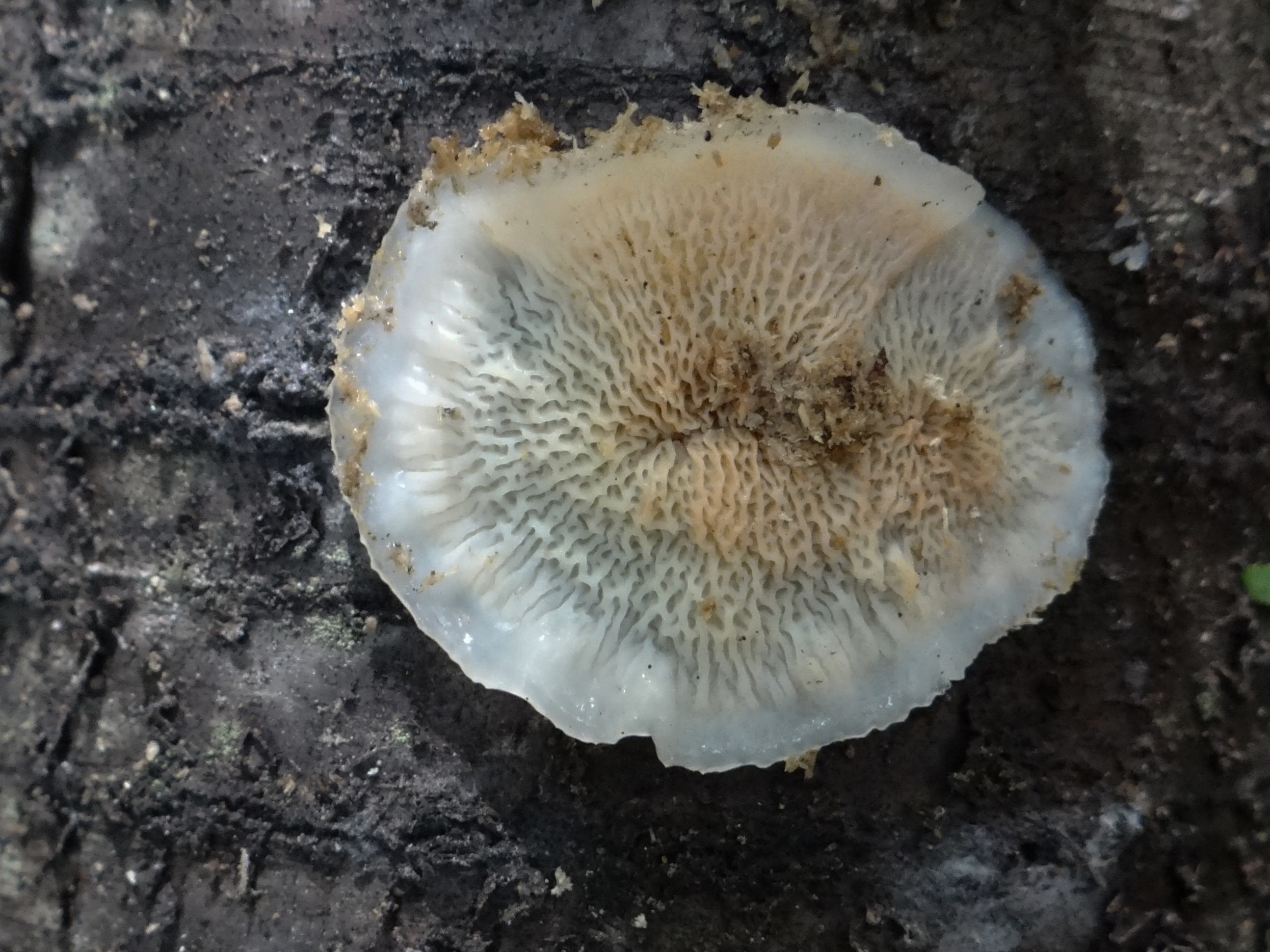
Żylak trzęsakowaty

Grzyby nadrzewne – grzyby rozwijające się na korzeniach, pniach i gałęziach drzew i krzewów, a także na drewnie; ksylobionty. Często utożsamiane są z hubami, ale grzyby nadrzewne to pojęcie szersze, obejmujące nie tylko huby, lecz także liczną grupę gatunków grzybów mikroskopijnych, które trudno nazwać hubami, czy niektóre grzyby kapeluszowe, np. opieńki, grzyby klawarioidalne, np. świecznik rozgałęziony (Artomyces pyxidatus), i inne. W klasyfikacji biologicznej należą do wielu jednostek taksonomicznych w obrębie podstawczaków (Basidiomycota) i workowców (Ascomycota).
Grzyby nadrzewne stanowią liczną grupę grzybów. Znajdują się wśród nich zarówno pasożyty, jak i gatunki rozwijające się na martwym drewnie, czyli saprotrofy, gatunki rozwijające się tylko na korze, gatunki rozwijające się na drewnie lub zarówno na drewnie, jak i na korze. Ocenia się, że liczba gatunków wielkoowocnikowych grzybów nadrzewnych w Polsce wynosi około 300, a liczba nadrzewnych grzybów mikroskopijnych jest trudna do ustalenia. Podczas przeprowadzonych w latach 2005 i 2006 naukowych badań w Gorcach znaleziono 127 gatunków grzybów nadrzewnych.
Większość gatunków grzybów nadrzewnych to grzyby o owocnikach jednorocznych, ale są i grzyby wieloletnie (zwłaszcza wśród hub). Są wśród nich grzyby niewybredne pod względem gatunku drzewa, na którym mogą się rozwijać, np. pniarek obrzeżony (Fomitopsis pinicola) czy wrośniak różnobarwny (Trametes versicolor), ale są też grzyby występujące tylko na jednym gatunku drzewa, jak np. białoporek brzozowy (Piptoporus betulinus), który rozwija się wyłącznie na brzozach.

## Znaczenie
Drewno składa się z celulozy, hemicelulozy i ligniny. Są to składniki bardzo trudne do chemicznego rozkładu. Grzyby nadrzewne są głównymi, a często jedynymi organizmami, które potrafią tego dokonać. Robią to za pomocą wytwarzanych przez siebie enzymów. Proces ten zapewnia im energię i składniki niezbędne do życia, równocześnie prowadząc do rozkładu drewna – zgnilizny. Różne gatunki grzybów nadrzewnych dysponują różnym zestawem enzymów rozkładających drewno. Niektóre gatunki, np. żylica olbrzymia (Phlebiopsis gigantea), wytwarzają wiele enzymów, mniej więcej równomiernie rozkładających wszystkie składniki drewna. Powodują one białą zgniliznę drewna. Inne gatunki, np. niszczyca płotowa (Gloeophyllum sepiarium), nie rozkładają ligniny, wskutek czego powstaje tzw. brunatna zgnilizna drewna.
Rozkład drewna przez grzyby nadrzewne powoduje straty ekonomiczne w takich dziedzinach gospodarki, jak: leśnictwo i przemysł drzewny, budownictwo, sadownictwo, transport. Gatunki powodujące zgniliznę drewna w budynkach to grzyby domowe, a najgroźniejszym z nich jest stroczek domowy (Serpula lacrymans). W przyrodzie jednak grzyby te jako reducenci odgrywają bardzo ważną rolę. Rozkładając drewno, umożliwiają bowiem powrót jego składników do ekosystemów i niezbędny dla życia na Ziemi obieg materii w przyrodzie. Lasy na świecie wiążą rocznie w drewnie około 400 mld ton dwutlenku węgla. Gdyby nie rozkład tego drewna, cały zapas tego gazu na Ziemi wyczerpałby się po około 20–30 latach.

## Wykorzystanie w lecznictwie
Grzyby nadrzewne zawierają liczne związki biologicznie czynne, mogące być wykorzystane w leczeniu wielu chorób.
- W tradycyjnej medycynie chińskiej herbatkami i zupami z wrośniaka różnobarwnego (Trametes vesicolor) leczono raka żołądka i ostrą białaczkę. W 1973 wyprodukowano z niego preparat Krestin zawierający coriolan[7].
- Działanie bakteriobójcze wykazują kwas betulinowy i kwasy polyporenowe otrzymywane z białoporka brzozowego, cinabarina z gęstoporka cynobrowego (Pycnoporus cinnabarinus), fomannozyna i fomannoksyna z korzeniowca wieloletniego (Heterobasidion annosum), kwas sulfurenowy i eburikowy z żółciaka siarkowego (Laetiporus sulphureus), lenzytyna z niszczycy płotowej (Gloeophyllum sepiarium), kwasy polyporenowe i ungulinowe ze smoluchy świerkowej (Ischnoderma benzoinum), kwas merulinowy i merulidial z żylaka trzęsakowatego (Phlebia tremellosa) oraz fomentariol z hubiaka pospolitego (Fomes fomentarius)[7].
- Właściwości przeciwwirusowe mają m.in. lucidumol B wytwarzany przez lakownicę czerwonawą (Ganoderma pfeiffer) i coriolan wytwarzany przez wrośniaka różnobarwnego[7].
- Działanie grzybobójcze wykazują m.in. eruridial wytwarzany przez żylaka trzęsakowatego, kwas biforminowy i biformina wytwarzana przez niszczyka liściastodrzewnego (Trichaptum biforme) i lenzytyna wytwarzana przez niszczycę płotową[7].
- Właściwości immunostymulujące i przeciwnowotworowe wykazują substancje otrzymywane z wrośniaka różnobarwnego, błyskoporka podkorowego (Inonotus obliquus), rozszczepki pospolitej (Schizophyllum commune), boczniaka ostrygowatego (Pleurotus ostreatus), hubiaka pospolitego, żylaka trzęsakowatego i lakownic (Ganoderma)[7].
- Bardzo rzadki w Polsce pniarek lekarski (Fomitopsis officinalis) przez starożytnych Greków i Rzymian wykorzystywany był jako panaceum na wszelkie dolegliwości[7]
- Miąższem hubiaka pospolitego tamowano krwawienia i opatrywano rany. Chińczycy leczyli nim niestrawność i niektóre nowotwory złośliwe, a Indianie Ameryki Północnej – bóle artretyczne stawów[7].
- Obecnie w Europie Środkowej i w Polsce najbardziej znane jest lecznicze działanie błyskoporka podkorowego. W medycynie ludowej w Europie Wschodniej i w Polsce z jego owocników wykonuje się napar poprawiający samopoczucie, wykazujący działanie przeciwzapalne i leczący dolegliwości żołądkowe. W niektórych krajach wytwarza się z jego owocników wyciągi regulujące metabolizm i ciśnienie krwi oraz zwiększające odporność organizmu[1]. Preparat ten ma handlową nazwę chaga[9]. Potwierdzono skuteczność wyciągu z błyskoporka podkorowego w leczeniu HIV-1 i wrzodów żołądka oraz jego cytostatyczne działanie przeciwko niektórym nowotworom[10].
- Wywar z owocników białoporka brzozowego ma własności uspokajające, ożywcze i stymulujące. Cienkich plastrów z tego grzyba można używać do okładania ran[11]. Franciszkanin o. Andrzej Czesław Kimuszko zalecał wywar z białoporka do leczenia chorób nowotworowych[12].